# Guglielmazzo Sanudo
Guglielmazzo Sanudo (fl. entre 1349 y 1362) fue el señor de Gridia, un feudo en la isla de Andros.

## Origen
Era el hijo de Marco Sanudo, señor de Gridia, y su esposa.

## Matrimonio y descendencia
El nombre de su esposa es desconocido y tuvo con ella un hijo:
- Nicolás II Sanudo, llamado Spezzabanda, señor de Gridia y octavo duque consorte de Naxos, segundo esposo de su prima Fiorenza Sanudo, séptima duquesa de Naxos, con la que reino hasta su muerte.